# Arteni
Arteni – wieś w Armenii, w prowincji Aragacotn. W 2011 roku liczyła 3278 mieszkańców.